# Беналуа
Беналуа (ісп. Benalúa) — муніципалітет в Іспанії, у складі автономної спільноти Андалусія, у провінції Гранада. Населення — 3368 осіб (2010).
Муніципалітет розташований на відстані близько 340 км на південь від Мадрида, 42 км на північний схід від Гранади.

## Демографія
Динаміка населення (INE ):

## Галерея зображень

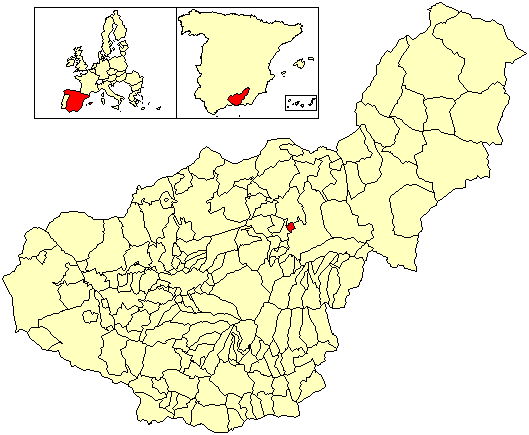
Розташування муніципалітету Беналуа у провінції Гранада
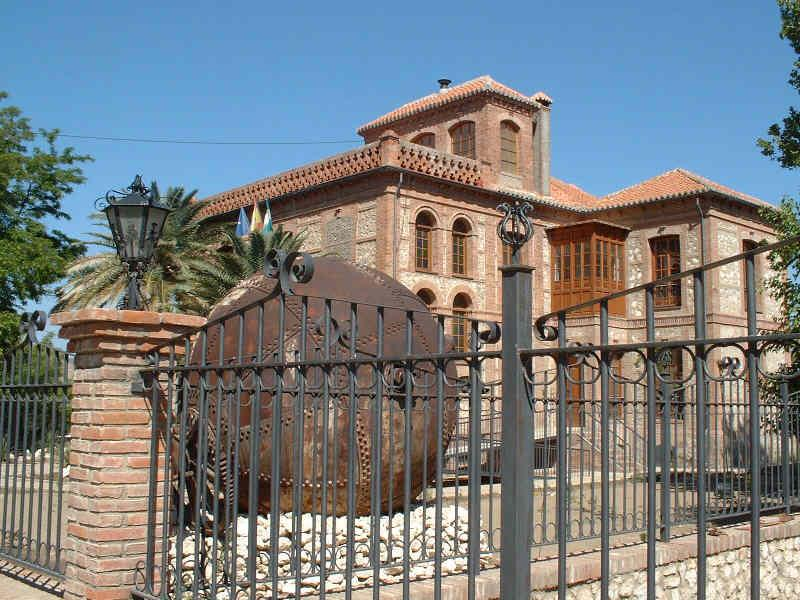
Муніципальна рада